# Länderpark
Der Länderpark, in der Region auch Länzgi genannt, ist ein Einkaufszentrum in der Gemeinde Stans im Kanton Nidwalden. Er wurde im September 1980 eröffnet und von 2008 bis 2010 vollständig umgebaut und die Verkaufsfläche von 10'360 auf 19'500 m² erweitert. Dabei vergrösserte sich die Verkaufsfläche der Migros von 7'700 auf 8'700 m². Die Investitionskosten beliefen sich auf ca. 170 Mio. Franken. Die Bauherrin ist die Genossenschaft Migros Luzern. Der erzielte Umsatz 2012 betrug 163,2 Mio. Franken.
Das Einkaufszentrum ist nach dem Minergie-Standard erbaut. Es verfügt über eine Kinderbetreuungsstätte. Die 53 Geschäfte sind auf 3 Ebenen angeordnet. Die Anzahl der Beschäftigten beträgt 520.

## Solaranlage
Auf dem Dach des Länderparks steht eine Photovoltaikanlage. Rund 3'150 Solarmodule auf einer Fläche von 4'200 Quadratmetern liefern über 500'000 kWh Strom pro Jahr. Betrieben wird die Solaranlage vom Elektrizitätswerk Nidwalden (EWN). Die Kosten der Solaranlage betrugen 3 Millionen Franken. Der Länderpark wurde für diese Photovoltaikanlage bei der Solarpreisverleihung der Solar Agentur Schweiz in Genf im Oktober 2011 mit einem Diplom ausgezeichnet. Die Anlage gehört zu den grössten in der Zentralschweiz und zu den fünf grössten, die 2010 in der Schweiz realisiert wurden.

## Erschliessung
Das Einkaufscenter liegt im Stanser Niederdorf an einem Autobahnanschluss der A2. Für die Erschliessung per Postauto wurde eine Postautohaltestelle erstellt. Die 2010 neu gebaute westliche Erschliessungsstrasse ab dem Kreisel beim Anschluss zur A2 führt direkt zur Parkhauseinfahrt und von dieser wieder zum Kreisel zurück. Diese Strasse ist so dimensioniert, dass sie zusätzlich den Verkehr einer zukünftigen Umfahrung Stans West aufnehmen kann.

## Geschichte
Am 26. September 1980 wurde der Länderpark eröffnet. 1996 wurden die ersten Erweiterungsstudien erstellt und Ende 2001 der erste Bebauungsplan eingegeben. Im Mai 2003 erhob der VCS Einspruch gegen den Bebauungsplan. An der Gemeindeversammlung vom 26. November 2003 wurde der Einspruch abgelehnt und im Februar 2004 an der Urnenabstimmung den Bebauungsplan genehmigt. Danach reichte der VCS beim Regierungsrat Beschwerde gegen die Beschlüsse der Stanser Stimmberechtigten ein. Ende 2004 wurde der Bebauungsplan mit kleinen Anpassungen durch den Regierungsrat genehmigt und die Genossenschaft Migros Luzern kaufte die Erschliessungsgrundstücke. Darauf hat der VCS beim Verwaltungsgericht erneut eine Beschwerde eingereicht. Anfang 2007 wurde der Einspruch durch das Bundesgericht abgelehnt und die Baubewilligung für den neuen Länderpark schliesslich im 2008 erteilt.